# Грин, Чарльз (воздухоплаватель)
Чарльз Грин (англ. Charles Green; 31 января 1785, Лондон — 26 апреля 1870, Лондон) — британский воздухоплаватель XIX века, один из самых известных в своё время. Он экспериментировал с коксовым газом, бывшим более дешёвой и доступной альтернативой водороду, для подъёма воздушного шара на большую высоту.
Его первый полёт на воздушном шаре, заправленном коксовым газом, состоялся 19 июля 1821 года. Он стал профессиональным воздухоплавателем и к 1835 году совершил 200 полётов. Считается изобретателем гайдропов (guide-rope) — тормозных канатов, с помощью которых изначально определялись направление и высота полета аэростата, а затем осуществлялось управление им и торможение.